# Channarayanahalli, Gauribidanur
Channarayanahalli là một làng thuộc tehsil Gauribidanur, huyện Kolar, bang Karnataka, Ấn Độ.